# Jean-Louis Boussingault
Jean-Louis Boussingault (* 8. März 1883 in Paris; † 17. Mai 1943 ebenda) war ein französischer Grafiker, Illustrator und Maler.

## Leben
Boussingault war ein Enkel des Chemikers Jean-Baptiste Boussingault. Er besuchte die Schule für dekorative Künste und Abendkurse an einer Zeichenakademie auf der Île Saint-Louis. 1901 nahm er als Lithograf und Plakatgestalter an einem Künstlerwettbewerb teil. 1902 leistete er in La Flèche seinen Militärdienst ab und lernte dort André Dunoyer de Segonzac kennen. Nach ihrer Rückkehr nach Paris 1906 wurden beide Schüler von Jean-Paul Laurens an der Académie Julian. Dort lernten sie auch Luc-Albert Moreau (1882–1948) kennen und von da an verband die drei Künstler eine tiefe und dauerhafte Freundschaft. Bereits im Jahr 1907 verließ er die Kunstschule und ließ sich mit Dunoyer de Segonzac und Moreau in einer Werkstatt in der Rue Saint-André-des-Arts nieder. Sie besuchten gemeinsam die Académie de la Palette (eine Privatschule). Anschließend war er auf der.
Er schuf Bildnisse, Akte, Landschaften und Stillleben. Er wird als einer der bedeutendsten Grafiker der ersten Hälfte des 20. Jahrhunderts angesehen. Boussingault stellte erstmals im Jahr 1907 Bilder im Salon des Indépendants aus. Er gehörte mit André Dunoyer de Segonzac und Moreau zu jenen Künstlern, die unmittelbar nach den Fauves und den ersten Kubisten auftraten. Sie versuchten der kubistischen Abstraktionen mit der Darstellung der Realität zu begegnen. 1908 hielt er sich in Saint-Tropez in einer Werkstattgemeinschaft mit Roger de La Fresnaye, Jean Marchand, Dunoyer de Segonzac und Moreau auf. Er stellte ab 1909 auch Werke im Salon d’Automne und im Salon des Tuileries aus und verdiente sich seinen Lebensunterhalt mit Zeichnungen für Modezeitschriften. Boussingault schuf 1911 seine erste große Komposition für den Modedesigner Paul Poiret. 1914 unternahm er, kurz vor dem Beginn des Ersten Weltkriegs eine Reise nach Ägypten. Im Juli 1914 wollte sich Boussingault eigentlich wieder seinen Freunden in Saint-Tropez anschließen, doch kam die Mobilmachung dazwischen und trennte sie während des gesamten Krieges. Nach dem Krieg zog auf ein Familienanwesen im Elsass zurück versuchte sich in Kompositionen, Figuren und Stillleben auszudrücken, die er in den Jahren 1923 und 1927 ausstellte.
Seine Signatur findet sich zudem auf Lithographien, Kaltnadelradierungen und anderen Radierungen. Boussingault illustrierte unter anderem das Tableau des courses ou Essai sur les courses de chevaux en France von Maurice de Noisay (1886–1942), Tableau de la Vénerie von Jaen-Léopold Duplan (1861–1941), Le Spleen de Paris von Charles Baudelaire oder das Werk D'après Paris von Léon-Paul Fargue. Er fertigte zudem im Jahr 1937 eine Wanddekoration für das Théâtre des Palais de Chaillot. Er behandelte in seinen Werken das elegante Theater, und nahm im Jahr 1937 an der Ausstellung „Meister der unabhängigen Kunst“ (französisch Maîtres de l’Art Indépendant) im Petit Palais mit mehreren Bildern teil.
Boussingaults Werke sind unter anderem im Statens Museum for Kunst in Kopenhagen ausgestellt.

## Werke (Auswahl)
- Promenade 1913 im Salon d’Automne ausgestellt
- Venus’ fødsel
- La Robe Blanche
- Portrait of a Young Girl
- D’Après Paris
- Visages eine Serie von vierzehn Mezzotinta-Gravuren

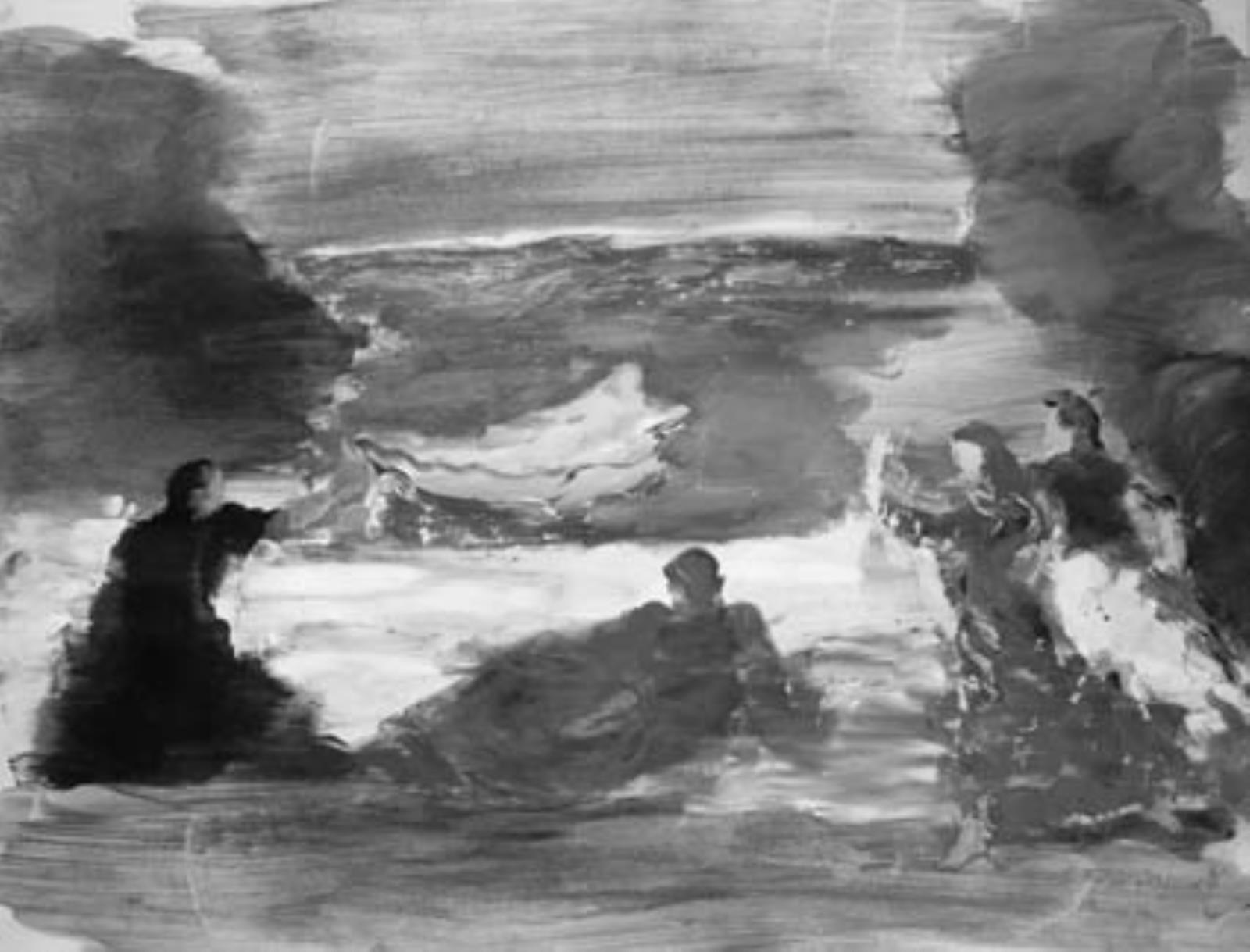
Venus’ fødsel
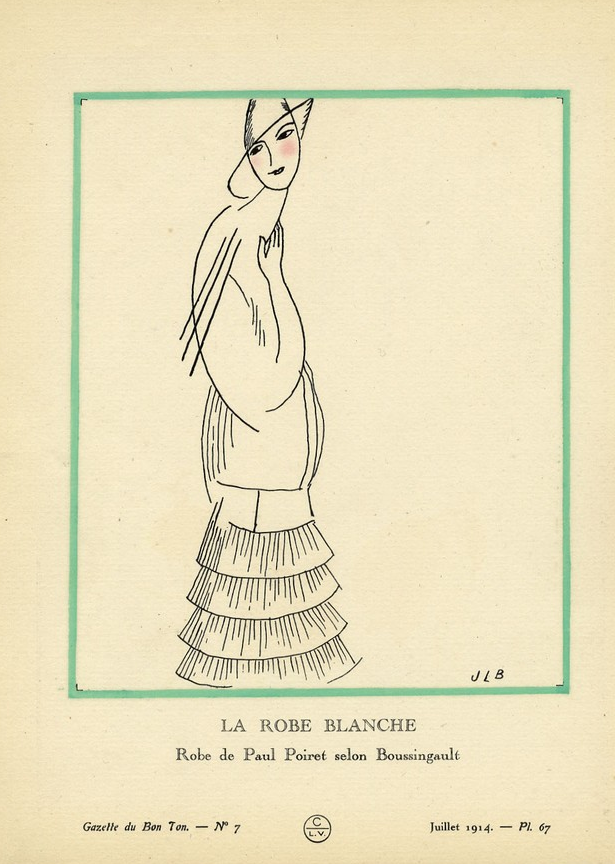
La Robe Blanche
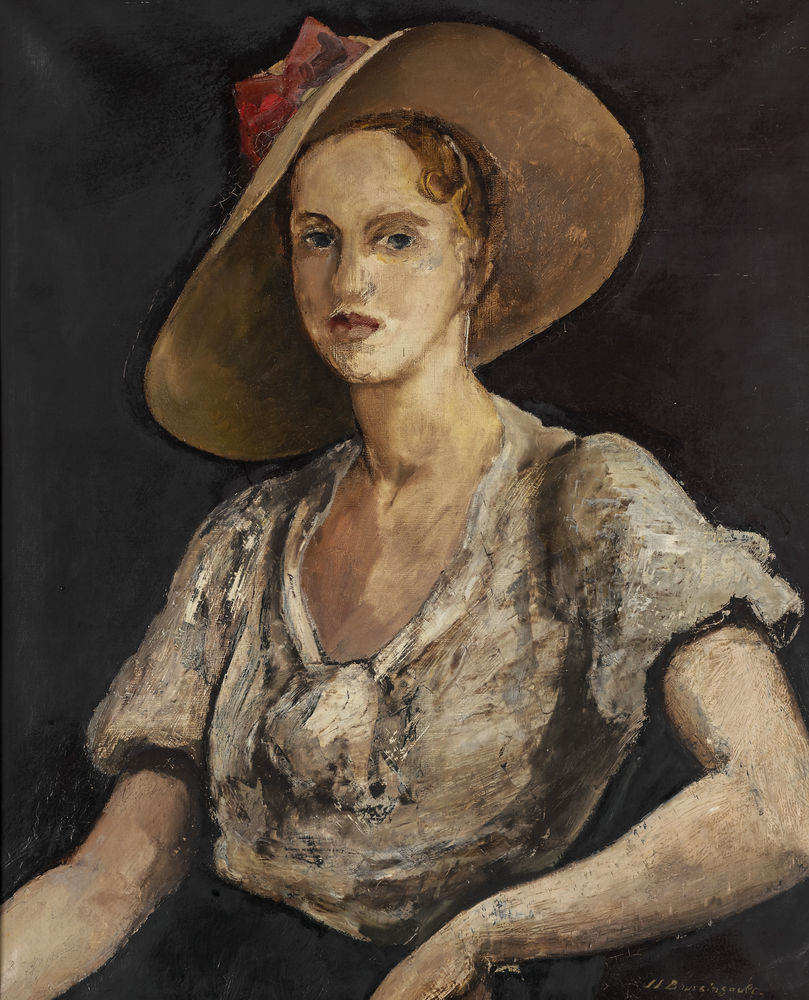
Portrait of a Young Girl (Little Rachel)
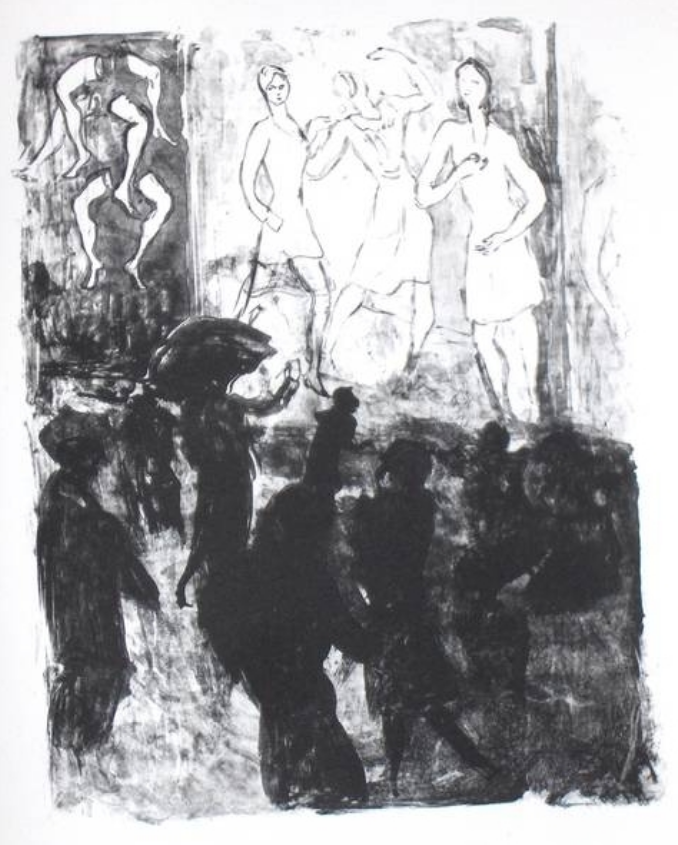
D’Après Paris
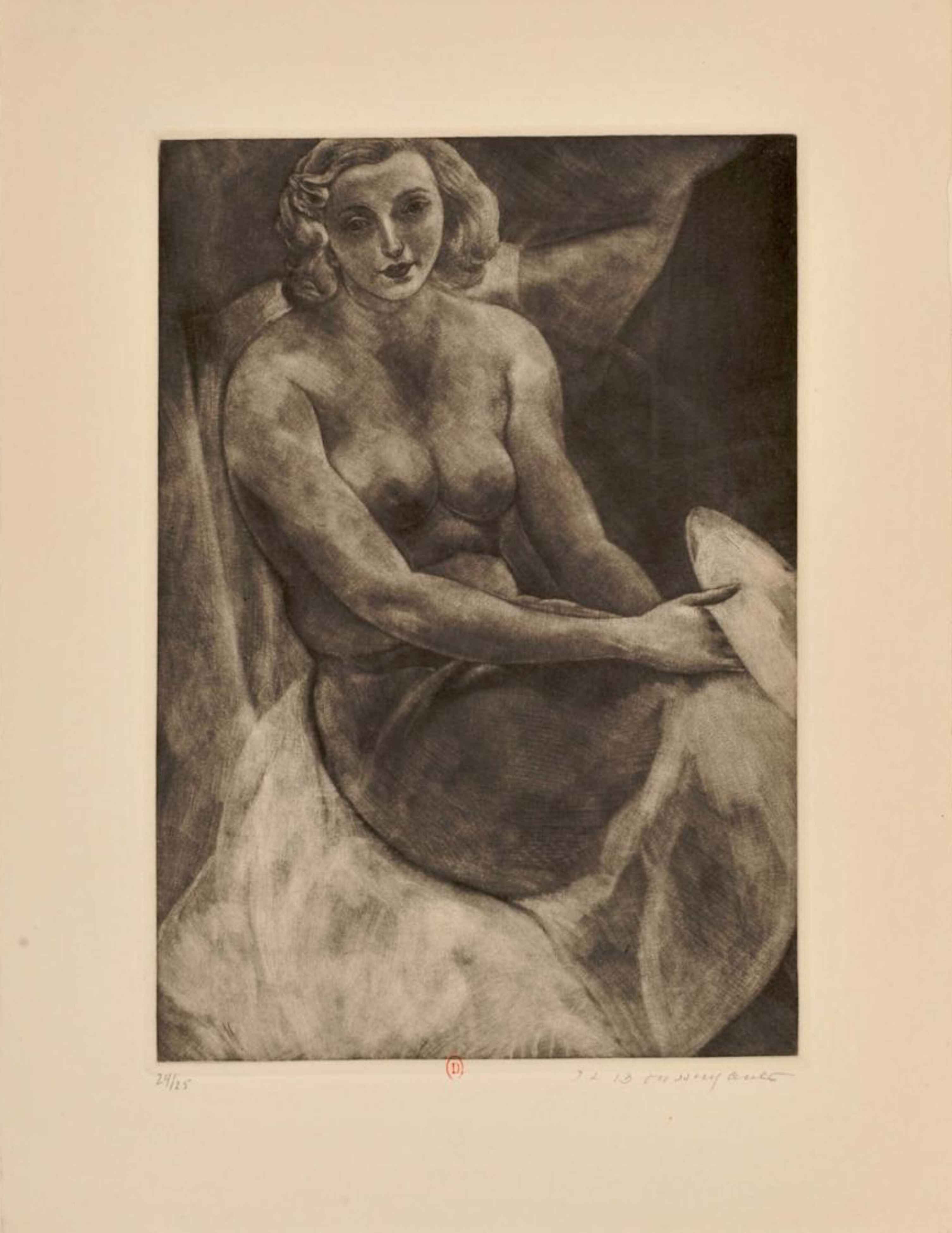
Visages